# Post-Telekom-Sportverein 1925 Aachen 2016-2017 (pallavolo femminile)
Questa voce raccoglie le informazioni riguardanti il Post-Telekom-Sportverein 1925 Aachen nelle competizioni ufficiali della stagione 2016-2017.

## Organigramma societario
Area direttiva
- Presidente: Sebastian Müller

Area tecnica
- Allenatore: Saskia van Hintum
- Scout man: Erik Reitsma, Jan Lichte

Area sanitaria
- Medico: Anas Afifi, Ahmad Alabsi, Ghazi Ashqar, Dieter Lenzen, Axel Nils Malischewski, David Roosen, Martina Schudoma
- Fisioterapista: Marco Braunsdorf, Stefan Braunsdorf, Christiane Kruse, Andreas Oedekoven, Natalie Renz

## Rosa
| N° | Nome                   | Ruolo | Data di nascita   | Nazionalità sportiva |
| -- | ---------------------- | ----- | ----------------- | -------------------- |
| 1  | Kirsten Knip           | L     | 14 settembre 1992 | Paesi Bassi          |
| 2  | Lindsay Dowd           | P     | 14 maggio 1991    | Stati Uniti          |
| 3  | Kimberly Whitson       | P     | 20 novembre 1993  | Stati Uniti          |
| 4  | Hanna Kalinoŭskaja     | C     | 17 maggio 1985    | Bielorussia          |
| 5  | Tessa Polder           | C     | 10 ottobre 1997   | Paesi Bassi          |
| 6  | Frauke Neuhaus         | S/O   | 20 aprile 1993    | Germania             |
| 8  | Jeanine Stoeten        | C     | 20 novembre 1991  | Paesi Bassi          |
| 9  | Nika Daalderop         | S     | 29 novembre 1998  | Paesi Bassi          |
| 10 | Nicole Oude Luttikhuis | S     | 26 dicembre 1997  | Paesi Bassi          |
| 11 | Ioana Baciu            | S/O   | 4 gennaio 1990    | Romania              |
| 12 | Femke Stoltenborg      | P     | 30 luglio 1991    | Paesi Bassi          |
| 13 | McKenzie Adams         | S     | 13 febbraio 1992  | Stati Uniti          |